# Petar Angelov
Petar Angelov (Kavadarci, 8 de marzo de 1977) es un jugador de balonmano macedonio que juega de portero. Fue un componente de la selección de balonmano de Macedonia del Norte. Con la selección disputó 138 partidos en los que marcó 7 goles.

## Palmarés

### RK Pelister
- Liga de Macedonia de balonmano (1): 2005
- Copa de Macedonia de balonmano (1): 2005

### Metalurg
- Liga de Macedonia de balonmano (2): 2011, 2012
- Copa de Macedonia de balonmano (2): 2011, 2013

### Vardar
- Liga de Macedonia de balonmano (3): 2015, 2016, 2017
- Copa de Macedonia de balonmano (4): 2014, 2015, 2016, 2017
- Liga SEHA (2): 2014, 2017
- Liga de Campeones de la EHF (1): 2017

## Clubes
- RK Tikveš (1997-2000)
- RK Pelister (2000-2005)
- Tremblay-en-France HB (2005-2009)
- RK Vardar (2009-2010)
- RK Metalurg Skopje (2010-2013)
- RK Vardar (2013-2017)
- Antalyaspor (2017-2018)
- UHK Krems (2018)
- SG Ratingen 2011 (2018-2019)